# Trins
Trins è un comune austriaco di 1 268 abitanti nel distretto di Innsbruck-Land, in Tirolo.